# Diocese de Catanduva
A Diocese de Catanduva (Dioecesis Catanduvensis) é uma divisão territorial da Igreja Católica no estado de São Paulo. Foi criada em 9 de fevereiro de 2000 pelo Papa João Paulo II. Sua área foi desmembrada das dioceses de São Carlos, Jaboticabal e São José do Rio Preto.
A Diocese de São Carlos é a formadora de todas as dioceses da região noroeste do estado de São Paulo, ou seja; Diocese de São José do Rio Preto, Diocese de Jaboticabal e Diocese de Catanduva.

## Histórico
A cerimônia de entronização do primeiro bispo ocorreu na cidade de Catanduva às 16 horas do dia 25 de março de 2000 no Santuário Nossa Senhora Aparecida, hoje Catedral da referida diocese.

## Divisão territorial
A Diocese de Catanduva abrange 17 municípios: Catanduva, Ariranha, Catiguá, Elisiário, Ibirá, Irapuã, Itajobi, Marapoama, Novais, Novo Horizonte, Palmares Paulista, Paraíso, Pindorama, Sales, Santa Adélia, Tabapuã e Urupês.
Seu território está dividido em quatro setores e tem um total de 33 paróquias e cerca de 40 sacerdotes (entre seculares e religiosos).

## Bispos
| #                           | Nome                             | Período    | Notas                         |
| --------------------------- | -------------------------------- | ---------- | ----------------------------- |
| 4º                          | José Benedito Cardoso            | 2024–atual |                               |
| 3°                          | Valdir Mamede                    | 2019–2023  | Renunciou                     |
| 2º                          | Otacílio Luziano da Silva        | 2009–2018  | Renunciou                     |
| 1º                          | Antônio Celso de Queiroz         | 2000–2009  | Renunciou por idade           |
| Administradores Apóstolicos |                                  |            |                               |
|                             | Luiz Carlos Dias                 | 2023–2024  | Bispo de São Carlos           |
|                             | Eduardo Benes de Sales Rodrigues | 2018–2019  | Arcebispo emérito de Sorocaba |